# The Search
The Search är ett pop/rockband från Uppsala som bildades 1999 under namnet The Silverslut av Razmig Tekeyan, Johan Zeitler, Tomas Svahn, Joakim Jacobsson och Tina Bergström. Bandet tog namnet The Search 2004 samtidigt som första fullängdsalbumet spelades in med samma titel. 
The Search har genom åren kategoriserats som en rad olika musikstilar, till exempel pop, rock, indie, postpunk, goth, synt och shoegaze.

## Biografi
År 2004 var The Search med i en stor artikel i Dagens Nyheter, vilket ledde till att de fick spelningar på bland annat Hultsfreds Rookiefestival, festivalen Popaganda och på Mondo (senare Debaser Medis). Under 2005 åkte bandet på en två veckor lång turné i Storbritannien tillsammans med Uppsalabandet Jeniferever. År 2007 spelade The Search på Debaser på sin releasefest för Deranged Minds Unite. Året därefter gjorde The Search en kort turné i Tyskland och Nederländerna. År 2009 gjorde bandet ytterligare en kort Hollandsturné och spelade även på Wave Gotik Treffen i Leipzig.
Bandet hade 2020 släppt tolv album där Razmig Tekeyan är den ende ständige medlemmen i sin roll som låtskrivare, gitarrist och på A Wave from the Sidelines (2018), Some Place Far Away (2020) och Heart's Racing (2020) enda medlem och producent.
Sedan 2022 består bandet av Razmig Tekeyan (gitarr, sång), Stephen Burt (gitarr), Måns Hartman (bas) och Johann Bernövall (trummor).

## Diskografi
- The Search (2004)
- Bloodbathe & Bazaar of Lush Loose Limbs (2005)
- Deranged Minds Unite (2006)
- Saturnine Songs (2008)
- The Silverslut 2000–2002 (2011)
- The Search For Connection Contact And Community (2011)
- Staying Alive In A Country Industrialized (2012)
- Our Need for Solace  (2014)
- Songs About Losers (2016)
- Echo (2017)
- A Wave from the Sidelines (2018)
- Some Place Far Away (2020)
- Heart's Racing (2020)
- Extras (2022)
- Indulgence (2024)